# کلاهبرداری رایانه‌ای
کلاهبرداری رایانه‌ای (به انگلیسی: Computer fraud) استفاده از رایانه، اینترنت، دستگاه های اینترنتی، و خدمات اینترنتی برای کلاهبرداری از افراد یا سازمان‌ها و منابع آن‌ها است. در ایالات متحده، کلاهبرداری رایانه ای به طور خاص توسط قانون تقلب و سوء استفاده رایانه‌ای ممنوع است، که اعمال مرتبط با رایانه را تحت صلاحیت فدرال جرم‌انگاری می کند. انواع کلاهبرداری کامپیوتری عبارتند از: توزیع ایمیل های جعلی، دسترسی غیرمجاز به رایانه‌های درگیر شده در داده‌کاوی از طریق جاسوس‌افزار و بدافزار، هک کردن سیستم‌های رایانه‌ای برای دسترسی غیرقانونی به اطلاعات شخصی، مانند کارت‌های اعتباری یا شماره های تامین اجتماعی، ارسال ویروس‌ها یا کرم‌های رایانه‌ای به قصد تخریب یا خراب کردن کامپیوتر یا سیستم طرف دیگر. فیشینگ، مهندسی اجتماعی، ویروس‌ها و حملات منع سرویس (DDoS) تاکتیک‌های شناخته شده‌ای هستند که برای ایجاد اختلال در سرویس یا دسترسی به شبکه دیگران استفاده می‌شوند.